# Trichostomum sweetii
Trichostomum sweetii är en bladmossart som beskrevs av Robert Mackenzie Stark 1996. Trichostomum sweetii ingår i släktet lansettmossor, och familjen Pottiaceae. Inga underarter finns listade i Catalogue of Life.